# Idilio Dell'Era
Idilio Dell'Era, pseudonimo di Martino Ceccuzzi (Chiusi, 11 novembre 1904 – Manziana, 18 giugno 1988), è stato un poeta, romanziere, saggista e presbitero italiano.

## Biografia
Martino Ceccuzzi nasce il giorno di san Martino a Montallese, nella campagna di Chiusi in provincia di Siena, da Pietro e da Filomena Nenci. Il padre era custode di un casello ferroviario. La sua era una numerosa famiglia contadina, composta da sette fratelli. Il padre sapeva appena leggere e scrivere, la madre era analfabeta e ambedue erano molto religiosi. Dopo un primo breve soggiorno a Firenze, il padre perse il suo lavoro di ferroviere e si trasferì con la famiglia nei pressi di Montepescali, in Maremma, terra che sarà evocata in tanta poesie e racconti. Il giovane Martino entrò nel seminario di Grosseto nel 1918. Fu ordinato sacerdote nel 1927 dal vescovo di Grosseto Gustavo Matteoni e celebrò la prima messa a Montepescali il 25 ottobre per poi divenire parroco a Buriano, Istia d'Ombrone, Ravi e Casale di Pari. Gli studi gli permisero di farsi una buona cultura non solo sui Padri della Chiesa, sull'Antico e Nuovo Testamento, ma anche sui classici latini, greci, italiani e fu proprio nel periodo del seminario cominciò a scrivere le prime liriche pubblicate in parte successivamente (1929) nei suoi primi libri L'aiuola di luce e Le ombre solitarie. Nel 1930 cominciarono ad apparire alcuni lusinghieri giudizi della critica sulle sue prime prose e in particolare su Con un poeta alla macchia (1929). Proprio nei primi anni trenta, iniziò a collaborare con giornali e riviste letterarie, entrando in contatto con Ada Negri, Angiolo Silvio Novaro, Carlo Betocchi, Giovanni Papini, Luigi Fallacara, Nicola Lisi, Mario Luzi, Piero Bargellini. Proprio grazie all'amicizia che venne a stabilirsi con quest'ultimo cominciò a collaborare con Il Frontespizio. Ma il giovane scrittore era stato notato anche da Ettore Cozzani, fondatore della rivista L'Eroica, che pubblicò alcune sue liriche. Collaborava con la rivista milanese e con il Frontespizio lo scrittore poeta ticinese Giuseppe Zoppi, il quale precocemente si interessò agli scritti di Idilio dell'Era tanto che nel marzo 1932 presentò il giovane scrittore e il suo racconto Clarice e Leonetta pubblicato nell'Illustrazione Ticinese. Il periodico elvetico pubblicò poi la prima versione di Malavalle (1932) e, fino all'inizio degli anni quaranta, numerosi Racconti di Maremma.
Durante la seconda guerra mondiale continuò ad esercitare la sua missione pastorale a Casale di Pari, dove il 4 giugno del 1944 fu fisicamente minacciato di fucilazione sulla piazza del paese da parte di residuali bande repubblichine. Fortunatamente si contentarono dell'impegno degli abitanti di Casale di Pari di raccogliere una somma a titolo di riscatto. Il riscatto fu raccolto da alcuni parrocchiani, ma mai ritirato dai repubblichini che non si presentarono a pretenderlo. Don Martino Ceccuzzi rimase fortemente scosso dall'episodio e cadde in una forma di depressione che si protrasse a lungo.
Dopo la guerra fu accolto a Siena dove, grazie all'interessamento dell'arcivescovo Mario Toccabelli, ottenne incarichi d'insegnamento nel seminario senese e nelle scuole superiori cittadine. Per alcuni anni abitò in solitudine nel convento di Lecceto, per poi trasferirsi alla fine degli anni cinquanta in un piccolo casolare nei pressi di Valli a Toiano, nel comune di Sovicille. A partire dal 1947 Zoppi ospitò il poeta toscano nella sua villa di Locarno e soprattutto gli aprì le porte della "pagina letteraria" del Giornale del Popolo di Lugano diretta agli inizi da Giancarlo Vigorelli. La collaborazione si prolungò fino al 1982 e vide la pubblicazione di centinaia di poesie, racconti e saggi che solo in parte saranno successivamente editi in Italia. Mantenne i contatti col mondo letterario fiorentino e con quello senese, stringendo anche amicizia con Glauco Tozzi e intensificando la propria produzione di scrittore e poeta. Riallacciò contatti con il mondo letterario cattolico italiano e fu nominato segretario dell'Unione poeti e scrittori cattolici e condirettore di Rinascita Artistica; nel 1954 fu componente della giuria del "Premio Cosenza"; premio che gli era stato assegnato nel 1952 suscitando le ire di Leonida Repaci. Nel 1956 fu pubblicato il suo libro di prose più noto al largo pubblico: La mia Toscana.  Nel corso degli anni ottanta, ormai instabile di salute, visse a lungo presso una nipote a Manziana sul lago di Bracciano, non mancando comunque di tornare spesso a Siena. Nel 1986 gli fu attribuito dal Concistoro del Monte del Mangia, il "Mangia d'argento", uno dei massimi riconoscimenti civici senesi. Saltuariamente scrisse anche canzoni, messe poi in musica da compositori: in particolare è opera sua il testo della Marcia del Palio di Siena, che viene cantato dai senesi in occasione delle competizioni di luglio e agosto.
Don Martino Ceccuzzi morì a Manziana (Roma) il 18 giugno 1988. Secondo le sue volontà è stato seppellito nel Cimitero della Misericordia di Siena.

## Opere

### Poesia
- Con un poeta alla macchia, Livorno, E. Pasquini, 1929.
- Le ombre solitarie, Napoli, 1929.
- L'Aiola di luce , Napoli, Ultrà, 1929.
- Innocenza, Palermo, 1932.
- Stagione mattutina, Lanciano, 1936.
- Tenerezza, Lanciano, 1936.
- L'orma del poverello, Padova, 1939.
- Poesie giovanili, con prefazione di Angelo Gatti, Padova, 1941.
- Voci e lamenti. Poesie, con prefazione di Ugo Fasolo, Firenze, 1955.
- Già i colori d'autunno, prefazione di Aldo Capasso, Milano, 1956.
- Il canzoniere del fanciullo, Firenze, 1962 – vincitore del premio Laura Orvieto.
- Pietà degli anni sterili, con prefazione di Liliano Lanzi, Milano, 1966 – secondo premio al concorso di poesia "L'ariete".
- La raccolta del povero, con prefazione di Francesco Grisi, Genova, 1971.
- Non tornerà l'estate. Poesie, Roma, 1976.
- Polifonie di una notte deserta, I.P.L. Milano, 1976.
- Cielo di sera, Milano, 1983.
- Il Canzoniere del fanciullo, nuova ed. Effigi, Arcidosso, 2009.
- Liriche dal Canton Ticino, Siena, Cantagalli, 2011.
- Il libro dei segni celesti, poesie 1953-1965, ed. Nerbini, Firenze, 2018.

### Narrativa
- Il nido sul mandorlo, Milano, 1933.
- Leggende toscane, Milano, 1934.
- Il verziere dell'imperatore, Milano, Rizzoli, 1935.
- Malavalle. Racconti di Maremma, Torino, A.B.C., 1938.
- Il melagrano cantò. Novelle, Roma, Ed. San Michele, 1938.
- La strada senza stelle. Novelle, Roma Milano, U. Marucelli e C., 1939.
- Il canto della zolla. Racconti, con illustrazioni di M. Battigelli, Torino, SEI, 1941.
- Il cuore sotto la frana, Padova, 1942.
- Bimbi, leggende e santi, Padova, 1943.
- Fiamme di padule, Padova, Ed. Messagero S.A., 1943.
- La vendetta del fuoco, Ed. Ancora, 1943.
- Colori di stagioni e di paesi, Padova, 1944.
- Il sarto di Maria, Ed. SAS Roma, 1948.
- L'angelo mutilato. Novelle, con illustrazioni di Gianna Ronchi, Milano, Opera Nazionale Mezzogiorno, 1952.
- La mia Toscana, Torino, 1959.
- Mendicante di eternità, antologia degli scritti, Siena, Cantagalli 2005.
- Malavalle, racconti di Maremma,  Arcidosso, nuova ed. Effigi 2010.
- Il canto della zolla, racconti, Arcidosso, Effigi 2011.
- Paesaggi mistici, Arcidosso, Effigi, 2012.
- Il melagrano cantò, novelle, Firenze, nuova ed. Nerbini,  2020.

### Saggistica
- Abele, Siena, 1938 (agiografia).
- Santa Caterina da Siena, Firenze, 1946 (agiografia).
- Guida di Siena mistica, Siena, 1950.
- Donne dei poeti, Milano, 1952 (agiografia).
- La libreria Piccolomini nel duomo di Siena, Siena, 1953.
- Lo zingaro di Cristo, Alba, 1953 (agiografia).
- Il volto di Caino, Roma, 1954 (agiografia).
- Tommaso Moro, Torino, Ed. Borla, 1956 (agiografia).
- La conservazione prodigiosa di sacre particole in Siena, Siena, 1963.
- Paesaggi senesi, Savona, Sabatelli, 1968.
- Il pianto delle torri, Firenze, 1978.
- Santa Caterina da Siena, Firenze, nuova ed. Nerbini,  2017.

## Riconoscimenti
Fra i premi letterari assegnatigli ci sono quelli di: 
- Cosenza (1952)
- Laura Orvieto (1959)
- Camposampiero (1972)
- Michelangelo (1975)

Il comune di Sovicille gli ha intitolato la biblioteca comunale.